# Caribothyrus barbatus
Genre
Espèce
Caribothyrus barbatus est une espèce d'holothyrides de la famille des Neothyridae, la seule du genre Caribothyrus.

## Distribution
Cette espèce est endémique de République dominicaine.

## Publication originale
- Kontschán & Mahunka, 2004 : Caribothyrus barbatus n. gen., n. sp., a new holothyrid mite (Acari: Neothyridae) from Dominican Republic. International Journal of Acarology, vol. 30, n. 4, p. 343-346.